# Supernova (gruppo musicale sudcoreano)
I Supernova (in hangŭl 초신성), anche noti come Choshinsung, sono una boy band sudcoreana formata dalla Mnet Media nel 2007.

## Formazione
- Jung Yoon-Hak (정윤학)
- Kim Sung-je (김성제)
- Kim Kwang-soo (김광수)
- Yoon Sung-mo (윤성모)
- Jihyuk (Song Heon-yong 송헌용)
- Park Geon-il (박건일)

## Discografia

### Album in studio
- 2007 – The Beautiful Stardust
- 2009 – Hana
- 2010 – Six Stars (★★★★★★)
- 2010 – Hop Step Jumping!
- 2011 – 4U
- 2012 – Go for It!
- 2013 – Six
- 2015 – 7iro
- 2019 – Paparazzi

### EP
- 2010 – Time To Shine

### Album dal vivo
- 2011 – Choshinsei Live Movie in 3D "Choshinsei Show 2010" Original Soundtrack

### Raccolte
- 2011 – Supernova Best
- 2012 – Supernova Collections
- 2014 – 5 Years Best -Beat-
- 2014 – 5 Years Best -Ballad-
- 2016 – All Time Best☆2009-2011
- 2016 – All Time Best☆2012-2016